# Severodvinsk
Severodvinsk (ru. Северодвинск) este un oraș din Regiunea Arhanghelsk, Federația Rusă și are o populație de 201.551 locuitori.

## Localizare
Orașul este situat în delta râului Dvina de Nord, la 35 km vest de Arhanghelsk.